# 龙迪尼亚
龙迪尼亚是巴西南大河州的一个市镇。总面积252.235平方公里，总人口5674人，人口密度22.5人/平方公里。